# انبعاث البوزيترون

أنماط مختلفة من التحلل الإشعاعي: النشاط الإشعاعي α و-و β + ، والتقاط إلكتروني ε ، وانبعاث النيوترونات n وانبعاث البروتون p. N و Z هما عدد النيوترونات وعدد البروتونات في النوى المدروسة

الإصدار البوزيتروني أو التفكك البوزيتروني عبارة عن نوع خاص من النشاط الإشعاعي لاضمحلال بيتا بحيث يتحول بروتون إلى نيوترون محرراً بذلك بوزيترون ونيوترينو.
على العموم عندما تكون نسبة النيوترونات إلى البروتونات في النظير المعين أقل من النسبة التي تحقق الاستقرار. يتحول أحد بروتونات النواة إلى نيوترون ويطلق نتيجة لذلك بوزيترون يحمل شحنة البروتون الموجبة ويعرف تفكك بيتا في هذه الحالة بالتفكك البوزيتروني أو الإضمحلال البوزيتروني .